# 良泉寺 (上田市)

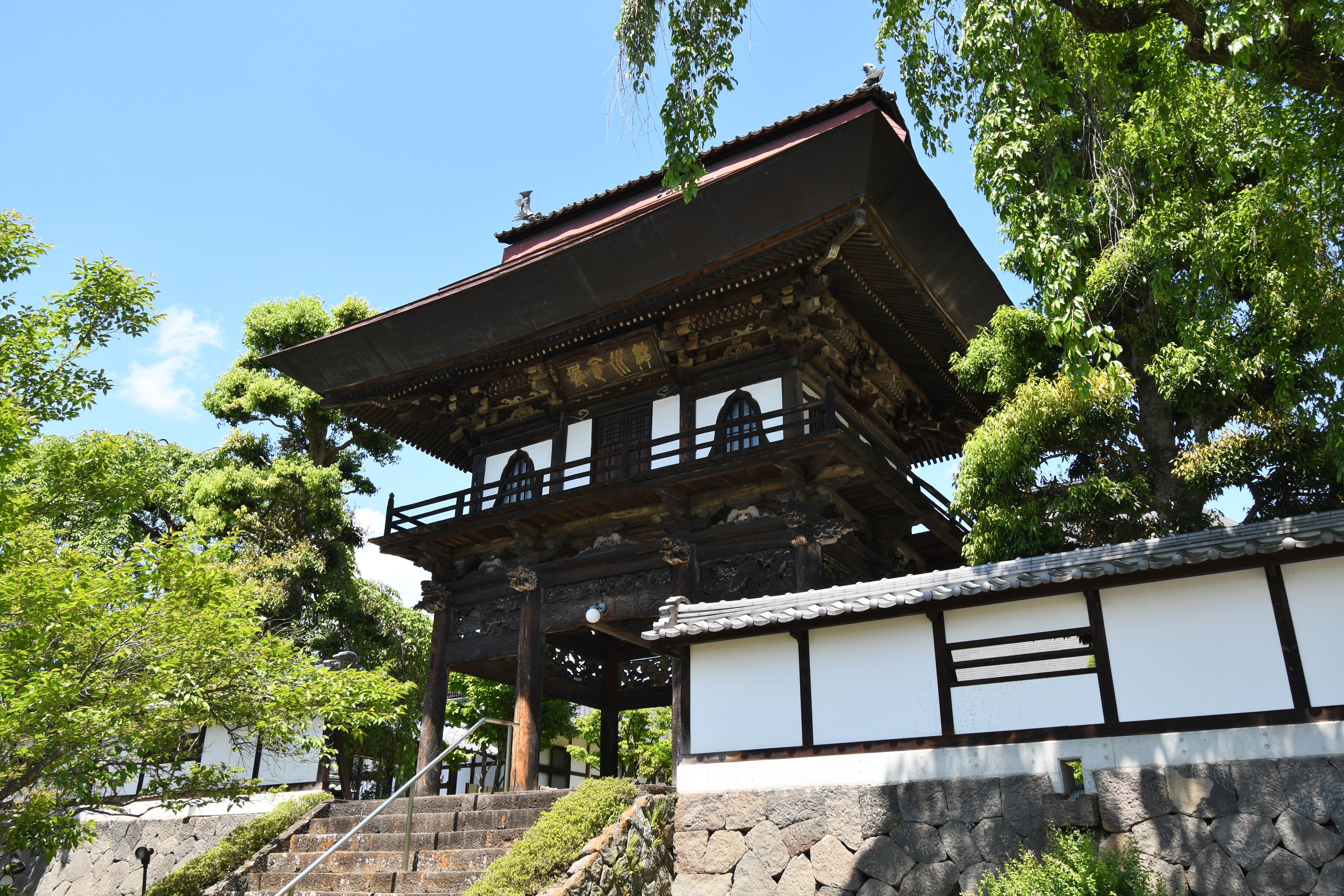
楼門

良泉寺（りょうせんじ）は、長野県上田市大字殿城字北屋敷にある曹洞宗通幻派の寺院。桂昌寺（群馬県安中市）の末寺。山号は、大安山。本尊は釈迦牟尼仏（本造）、左に文殊菩薩、右に普賢菩薩を脇士としている。 山門にしだれ桜がある。

## 概要
天正3年（1575年）3月、矢沢薩摩守綱頼（真田幸隆の弟）が創立。天正8年9月、住僧玄廓大和尚（桂昌寺五代）を迎えて開山。

## 寺院の周辺
- 真田氏歴史館[2]
- 上田城
- 信濃国分寺
- 別所温泉

## アクセス
- 鉄道 
  - 北陸新幹線上田駅より、上田バス豊殿線赤坂口下車、徒歩で約5分。
- 自動車 
  - 上信越自動車道上田菅平インターチェンジより、車で約10分。